# Gli italiani e le vacanze
Gli italiani e le vacanze è un film documentario del 1963 diretto da Filippo Walter Ratti, accreditato come Filippo Ratti.

## Trama
Il documentario narra i vizi e virtù degli italiani durante le vacanze estive negli anni '60.

## Distribuzione
Il film riceve il visto censura nel novembre 1962, e viene distribuito nelle sale con il divieto ai minori di 14 anni. Successivamente viene ripresentato con scene di spogliarelli erotici non presenti nella prima edizione, ma questa idea viene bocciata dalla commissione di censura per ben tre volte.